# Наваронс (Порденоне)
Наваронс је насеље у Италији у округу Порденоне, региону Фурланија-Јулијска крајина.
Према процени из 2011. у насељу је живело 123 становника. Насеље се налази на надморској висини од 324 м.